# Viktor Ivanovič Borodačev
Viktor Ivanovič Borodačev, sovjetski letalski častnik, vojaški pilot, letalski as in heroj Sovjetske zveze, * 23. avgust 1918, Volgograjska oblast, † 11. julij 1968.
Borodačev je v svoji vojaški službi dosegel 26 samostojnih in 5 skupnih zračnih zmag (po nekaterih podatkih 19+5).

## Življenjepis
Sodeloval je v zimski vojni in drugi svetovni vojni; letel je v sestavi 40. gardnega lovskega letalskega polka.
Letel je z I-153, LaGG-3, La-5 in La-7. Opravil je 552 bojnih misij in sodeloval v 116 zračnih bojih. Med njegovimi žrtvami je bilo 8 Junkers Ju 87 Stuka, 7 Messerschmitt Bf 109, 6 Focke-Wulf Fw 190 Würger, 3 Junkers Ju 88, Heinkel He 111, Focke-Wulf Fw 189 ...

## Odlikovanja
- heroj Sovjetske zveze (1. julij 1944)
- red Lenina
- red rdeče zastave (4x)
- red Aleksandra Nevskega
- red domovinske vojne 1. stopnje (2x)
- red rdeče zvezde (2x)